# Core Animation
Core Animation est une interface de programmation de visualisation de données d'Apple utilisée par Mac OS X v10.5 et l'iPhone pour produire des interfaces utilisateurs animées.

## Détails
Core Animation permet aux développeurs de produire des interfaces animées par l'intermédiaire d'un modèle d' animation implicite ainsi qu'un modèle explicite. Le développeur précise l'état initial et final d'un objet, et Core Animation prend en charge l'interpolation. Cela permet la création d'interface animée avec une simplicité toute relative, puisque aucun code destiné à l'animation n'est à faire par le développeur.
Core Animation peut animer n'importe quel élément visuel, et fournit une interface unifiée pour accéder à Core Image, Core Video et les autres technologies telles que Quartz. Comme le reste du modèle graphique d'OS X Leopard, Core Animation peut être accéléré par un processeur graphique (GPU).
Les séquences animées s'exécutent dans un processus léger indépendant de la boucle principale, permettant à l'application de continuer son traitement pendant l'animation. De cette façon, les performances de l'application ne sont pas dégradées et les animations peuvent être stoppées, inversées ou reciblées pendant leur exécution.
Faire en sorte qu'une application codée en Cocoa utilise Core Animation devrait être un processus simple. Les objets standards d'IHM (widgets et fenêtres) utilisés par l'application doivent commencer par être enregistrés lors de l'initialisation de Core Animation. Plus généralement, le code gérant Core Animation peut être très largement séparé de la gestion de l'IHM standard.
Un exemple général de l'utilisation de Core Animation est le client de messagerie instantanée d'Apple : iChat. Core Animation est utilisé pour visualiser la connexion d'un ami dans la liste des amis actuellement connectés. Ce comportement existe aussi dans les versions précédentes de Mac OS X mais n'était pas disponible dans une interface de programmation publique, chaque développeur devant lui-même tenter de la reproduire. Selon Apple, le code source d'iChat et de nombreuses autres applications maison d'Apple a été simplifié en remplaçant un code d'animation répétitif par l'utilisation de Core Animation.

## Histoire
Core Animation est apparu pour la première fois dans Mac OS X v10.5. Cette technologie fut montrée pour la première fois au public le 7 août 2006 pendant la conférence mondiale des développeurs de 2006.
À la Macworld Expo 2007, Apple a annoncé que l'iPhone contenait une version adaptée de Mac OS X et qu'il utilisait Core Animation.